# Культура Кабо-Верде
Культура Кабо-Верде отличается разнообразием обычаев и практик, распространённых на островах.

## Музыка

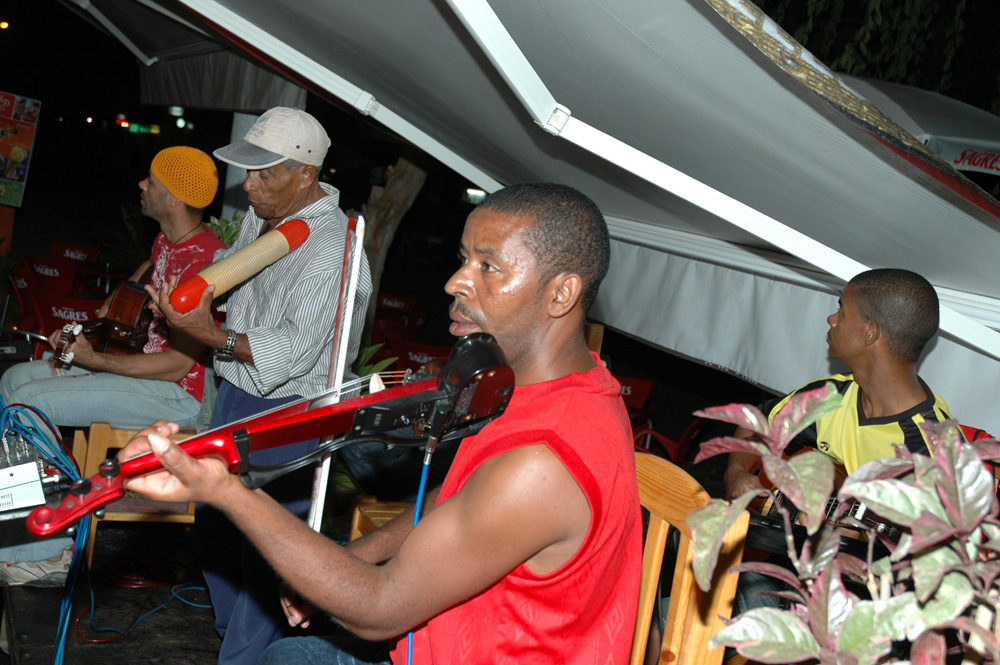
Группа, исполняющая морну

Мировую известность Кабо-Верде принёс музыкальный стиль морна, представляющий собой форму народной музыки, обычно исполняемой на кабувердьяну в сопровождении кларнета, скрипки, гитары и кавакинью. Сезария Эвора — знаменитая во всём мире исполнительница морны. Она, пожалуй, является одной из самых известных личностей в истории Кабо-Верде, так после её смерти один ресторатор из Кабо-Верде заявил, что она была «более важной, чем наш флаг».
На островах также популярны местные музыкальные жанры, такие как фунана (порт. funaná), батуке (порт. batuque), коладейра (порт. coladeira) и мазурка (порт. mazurka).

## Театр
Театр на Кабо-Верде был преимущественно религиозным (библейские сюжеты адаптировались для широкой публики) до конца XIX века, когда стали возникать культурные сообщества . Современный театр на Кабо-Верде стал развиваться после обретения страной независимости в 1975 году, получив большой импульс в 1995 году с созданием театральной ассоциации Минделакт, которая помимо прочего занимается организацией ежегодного международного театрального фестиваля.

## Кухня

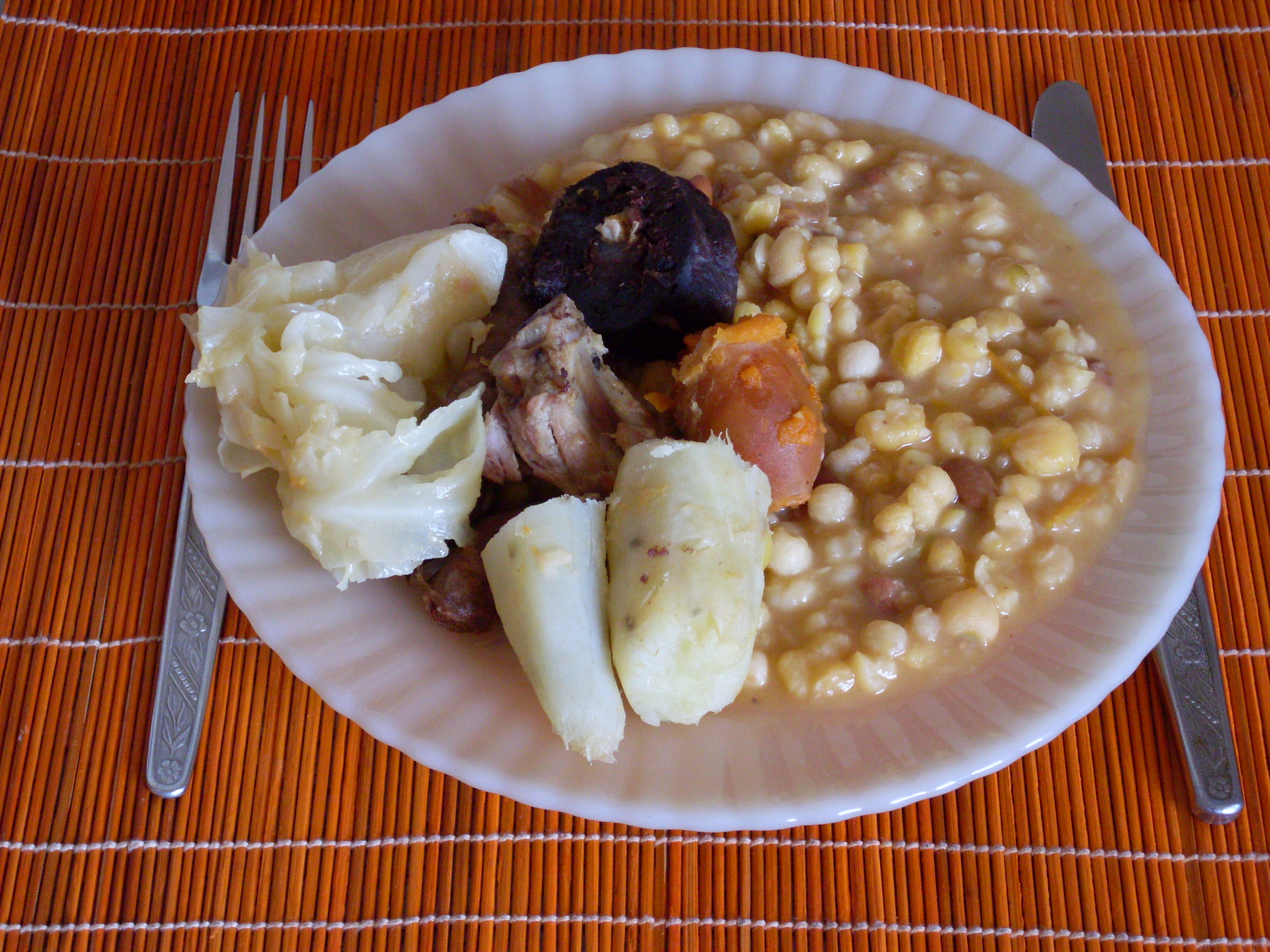
Кашупа

Важнейшее место в кухне Кабо-Верде занимает гроге (порт. grogue), представляющий собой крепкий ром, производимый из дистиллированного сахарного тростника на островах Санту-Антан и Сантьягу. В таких городах Кабо-Верде, как Паул на Санту-Антане и Сидади-Велья на Сантьягу его делают с использованием трапише (порт. trapiche). Разновидностью напитка является понше (пунш), который подслащивают сгущённым молоком или патокой из сахарного тростника. Из-за опьяняющего эффекта гроге пользуется популярностью среди многих местных музыкантов, ищущих таким способом вдохновения.
Кукуруза и бобы составляют основу кухни Кабо-Верде. Популярностью также пользуются рис, жареный картофель, маниока и овощи, такие как морковь, капуста, кабачки, а также рыба и мясо, в том числе тунец, рыба-пила, омары, курица, свинина на гриле и яйца. Одним из свидетельств былого португальского присутствия на островах служат оливки и вина Алентежу, которые до сих пор импортируются на Кабо-Верде.
Кашупа — национальное блюдо Кабо-Верде, представляющее собой тушёное мясо с пюре из кукурузы, луком, зелёными бананами, маниоком, сладким картофелем, тыквой и бататом.

## Галерея

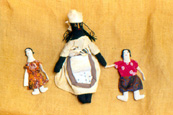
Бонекас де Пано
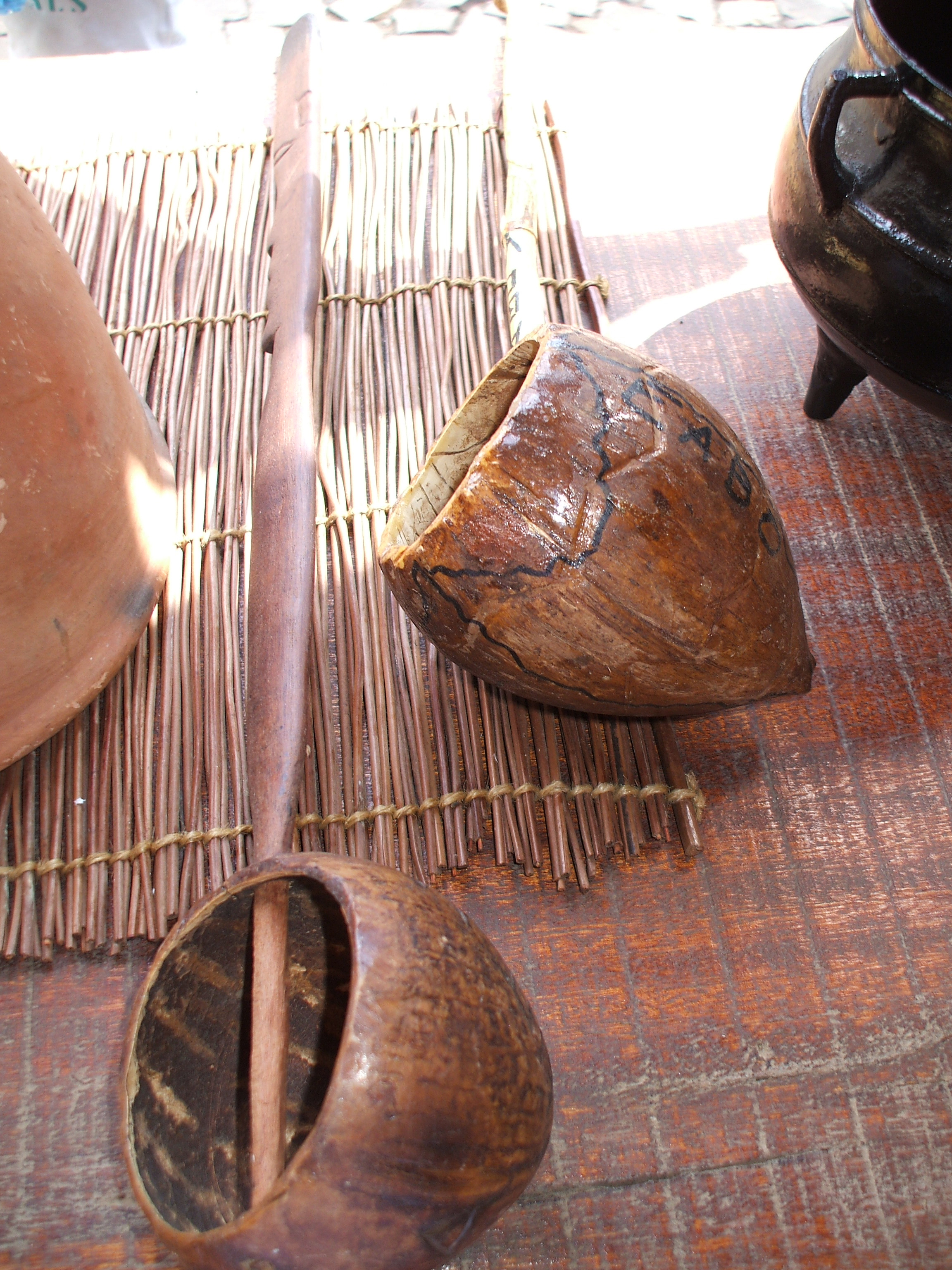
Поделки из кокосовой скорлупы
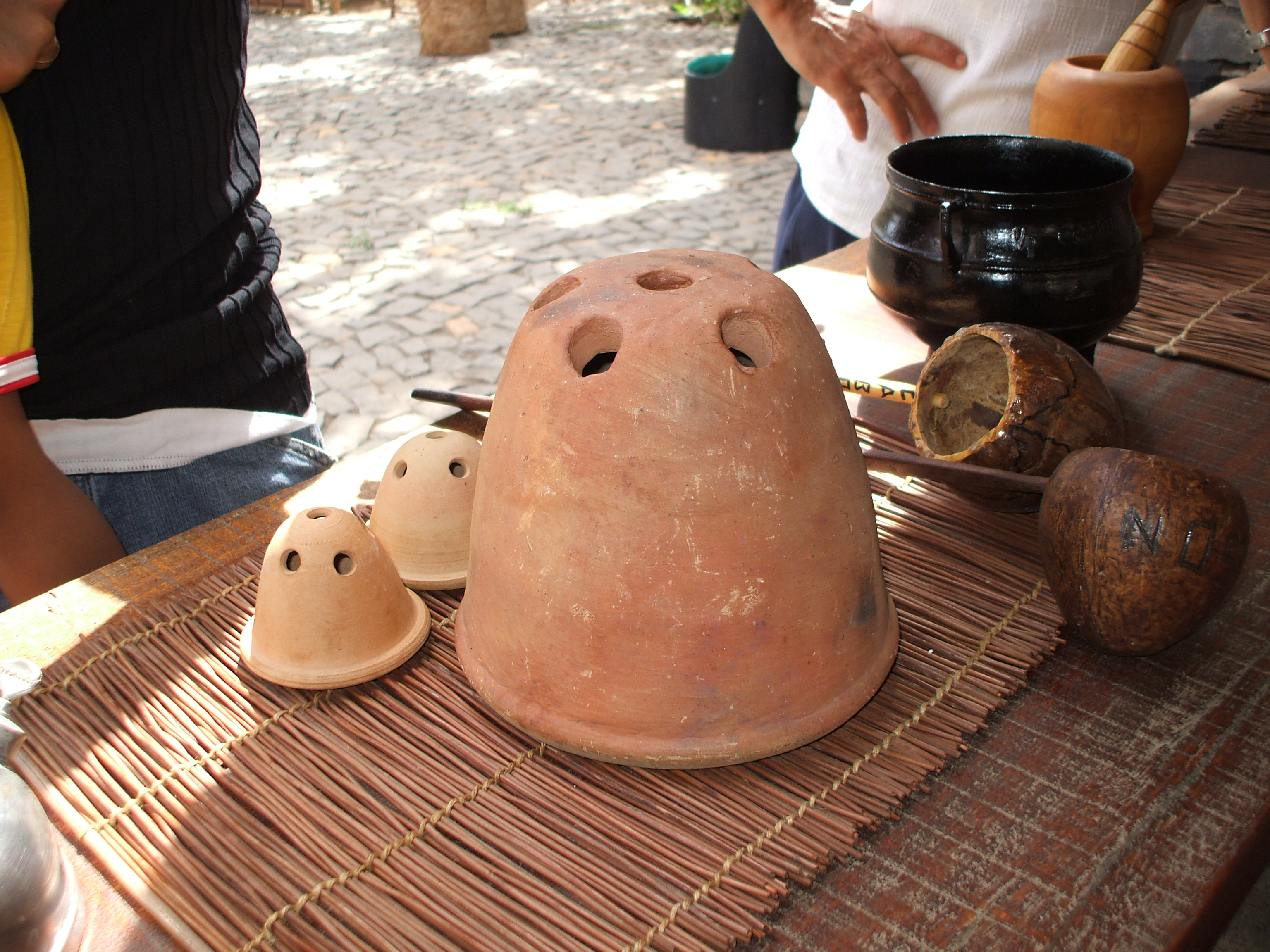
Большой бинде и малый бинде для приготовления кускуса